# Dolichopus monarchus
Dolichopus monarchus är en tvåvingeart som beskrevs av Harmston 1968. Dolichopus monarchus ingår i släktet Dolichopus och familjen styltflugor.
Artens utbredningsområde är Northwest Territories, Kanada. Inga underarter finns listade i Catalogue of Life.